# Pavel Eljanov
Pavel Eljanov (sinh 10 tháng 5 năm 1983) là một đại kiện tướng cờ vua người Ukraina.
Năm 1999, anh là thành viên của đội trẻ Ukraina, giành chức vô địch tại Olympiad cờ vua dưới 16 tuổi tại Artek ở quê nhà Ukraina . 
Eljanov giành thắng lợi tại giải Corus B 2007 ở Wijk aan Zee, Hà Lan với số điểm 9/13 và được tham dự giải Corus A thuộc nhóm 20 năm 2008. Vào tháng 5 năm 2010, Eljanov vô địch giải FIDE Grand Prix ở Astrakhan với 8 điểm / 13 ván . Năm 2012 Eljanov đồng điểm hạng nhất tại Aeroflot với 6,5 điểm / 9 ván.
Elo của Eljanov đạt đến đỉnh cao vào tháng 9 năm 2010 với mức điểm 2761 , đưa anh thành kỳ thủ số 1 của Ukraina. Hiện tại anh vẫn nằm trong nhóm những kỳ thủ hàng đầu của Ukraina.
Tại Cúp cờ vua thế giới 2015, Eljanov là kỳ thủ duy nhất toàn thắng cả ba vòng đầu tiên. Anh vượt qua nhiều kỳ thủ mạnh như Grischuk, Jakovenko, Nakamura. Tuy nhiên anh dừng bước ở bán kết trước Karjakin và không giành được quyền tham dự giải Candidates 2016.

## Đời tư
Eljanov có vợ là nữ kiện tướng cờ vua Olena Dvoretska. Hai người cưới nhau tháng 4 năm 2009. Tuy nhiên vợ anh đã giải nghệ và hiện giờ là một luật sư .